# Rajdowe Samochodowe Mistrzostwa Polski 1975
Ten artykuł dotyczy sezonu 1975 Rajdowych Samochodowych Mistrzostw Polski.

## Kalendarz[1]
| Runda | Data           | Nazwa rajdu          | Baza rajdu | Nawierzchnia  | Zwycięzca           | Raport |
| 1     | 29–30 kwietnia | 8. Rajd Kormoran     | Olsztyn    | asfalt/szuter | Błażej Krupa        | Wyniki |
| 2     | 16–17 maja     | 19. Rajd Dolnośląski | Wrocław    | asfalt/szuter | Błażej Krupa        | Wyniki |
| 3     | 11–12 lipca    | 35. Rajd Polski      | Wrocław    | asfalt/szuter | Błażej Krupa        | Wyniki |
| 4     | 12–14 września | 25. Rajd Wisły       | Wisła      | asfalt/szuter | Andrzej Jaroszewicz | Wyniki |
| 5     | 7–8 listopada  | 13. Rajd Warszawski  | Warszawa   | asfalt/szuter | Andrzej Jaroszewicz | Wyniki |

## Klasyfikacje Rajdowych Samochodowych Mistrzostw Polski 1975[1]
- Puchar Motoru

Punkty w Pucharze Motoru przyznawano sześciu najlepszym załogom w poszczególnych klasach według klucza: 9-6-4-3-2-1. Zawodnikom zaliczano 4 najlepsze wyniki. W przypadku równej liczby punktów o kolejności decydowały kolejno:
- większa liczba punktów ze wszystkich eliminacji,
- większa liczba sklasyfikowanych w danej klasie w końcowej klasyfikacji,
- mniejsza pojemność silnika.

| Poz. | Kierowca            | Samochód                        | Suma pkt. |
| ---- | ------------------- | ------------------------------- | --------- |
| 1    | Andrzej Radecki     | Trabant 601                     | 36        |
| 2    | Marian Bublewicz    | Polski Fiat 125p                | 36        |
| 3    | Jerzy Landsberg     | Renault 5 LS                    | 31        |
| 4    | Zbigniew Bieniewski | Fiat 128 Sport                  | 31        |
| 4    | Andrzej Lubiak      | Trabant 601, Polski Fiat 126p   | 31        |
| 6    | Marek Oryński       | Syrena 105                      | 28        |
| 7    | Błażej Krupa        | Renault 12 Gordini              | 27        |
| 7    | Henryk Krakowczyk   | Wartburg 353                    | 27        |
| 7    | Adam Masłowiec      | Polski Fiat 127p, Zastava 1100p | 27        |
| 7    | Witold Kołder       | Trabant 601                     | 27        |

- Punktacja RSMP

Punkty do klasyfikacji RSMP przyznawano w klasach za 6 pierwszych miejsc według systemu: 9-6-4-3-2-1.
Podział samochodów startujących w rajdach zgodnie z regulaminami FIA:
- Grupa I – seryjne samochody turystyczne. Produkowane w liczbie co najmniej 5000 egzemplarzy w ciągu 12 miesięcy. Prawie całkowity zakaz przeróbek mających na celu poprawienie osiągów samochodu. Jeżeli pojemność silnika przekraczała 700 cm³, samochód tej grupy musiał mieć co najmniej 4 miejsca.
- Grupa II – specjalne samochody turystyczne. Wyprodukowane musiały być w liczbie co najmniej 1000 egzemplarzy w ciągu 12 miesięcy. Dozwolony duży zakres przeróbek poprawiających osiągi pojazdu. Tak jak w grupie I, jeżeli pojemność silnika przekraczała 700 cm³, samochód tej grupy musiał mieć co najmniej 4 miejsca.
- Grupa III – seryjne samochody GT produkowane w liczbie co najmniej 1000 sztuk w roku. Pojazdy co najmniej dwumiejscowe. Ograniczenia przeróbek i modyfikacji takie same jak w grupie I.
- Grupa IV – specjalne samochody GT. Warunkiem homologacji było wyprodukowanie co najmniej 500 egzemplarzy w ciągu 12 miesięcy. Dozwolone przeróbki takie jak w grupie II.
- Grupa V – samochody sportowe. Pojazdy grup II i IV, w których modyfikacje przekroczyły granice określone przepisami tych grup. Do grupy V zaliczano też prototypy sportowe budowane wyłącznie z przeznaczeniem do wyścigów.

Grupy podzielone były na klasy w zależności od pojemności skokowej silnika:
- klasa 1 – do 500 cm³
- klasa 2 – do 600 cm³
- klasa 3 – do 700 cm³
- klasa 4 – do 850 cm³
- klasa 5 – do 1000 cm³
- klasa 6 – do 1150 cm³
- klasa 7 – do 1300 cm³
- klasa 8 – do 1600 cm³
- klasa 9 – do 2000 cm³
- klasa 10 – do 2500 cm³
- klasa 11 – do 3000 cm³
- klasa 12 – do 4000 cm³
- klasa 13 – do 5000 cm³

Grupa II klasa 9–13
| Poz. | Kierowca               | Samochód           | Suma pkt. |
| ---- | ---------------------- | ------------------ | --------- |
| 1    | Włodzimierz Dominowski | BMW 2002 Turbo     | 15        |
| 2    | Błażej Krupa           | Renault 12 Gordini | 9         |

Grupa II klasa 8
| Poz. | Kierowca             | Samochód                 | Suma pkt. |
| ---- | -------------------- | ------------------------ | --------- |
| 1    | Błażej Krupa         | Renault 12 Gordini       | 27        |
| 2    | Janusz Książkiewicz  | Polski Fiat 125p 1600 MC | 21        |
| 3    | Dominik Mydlarski    | Polski Fiat 125p 1500 MC | 18        |
| 4    | Tadeusz Dębowski     | Polski Fiat 125p 1600 MC | 17        |
| 5    | Jerzy Dobrzański     | Polski Fiat 125p 1600 MC | 15        |
| 6    | Stanisław Ciecierski | Polski Fiat 125p 1500    | 2         |

Grupa II klasa 7
| Poz. | Kierowca           | Samochód              | Suma pkt. |
| ---- | ------------------ | --------------------- | --------- |
| 1    | Marian Bublewicz   | Polski Fiat 125p 1300 | 36        |
| 2    | Stefan Znamirowski | Fiat 128 Sport Coupe  | 18        |
| 3    | Andrzej Orłowski   | Polski Fiat 125p 1300 | 14        |
| 4    | Janusz Dąbrowski   | Fiat 128 Sport SL     | 12        |
| 5    | Henryk Pineles     |                       | 9         |
| 6    | Krystian Bielowski | Polski Fiat 125p 1300 | 6         |
| 6    | Janusz Głąbiński   | Polski Fiat 125p 1300 | 6         |
| 8    | Zbigniew Poniewski | Polski Fiat 125p 1300 | 4         |

Grupa II klasa 5–6
| Poz. | Kierowca          | Samochód         | Suma pkt. |
| ---- | ----------------- | ---------------- | --------- |
| 1    | Henryk Krakowczyk | Wartburg 353     | 27        |
| 2    | Janusz Litwicki   | Polski Fiat 127p | 19        |
| 3    | Ryszard Adamek    | Polski Fiat 127p | 10        |
| 4    | Marek Oryński     | Syrena 105       | 6         |
| 4    | Krzysztof Wąsik   |                  | 6         |
| 6    | Janusz Klecha     |                  | 4         |

Grupa II klasa 3–4
| Poz. | Kierowca           | Samochód        | Suma pkt. |
| ---- | ------------------ | --------------- | --------- |
| 1    | Marek Oryński      | Syrena 105      | 28        |
| 2    | Jerzy Udziela      | Syrena 105 Lux  | 12        |
| 3    | Andrzej Feliks     |                 | 10        |
| 4    | Andrzej Mordzewski | Fiat 850 Abarth | 9         |
| 5    | Janusz Wysoczyński |                 | 6         |
| 6    | Wiesław Janusz     |                 | 3         |

Grupa II klasa 1–2
| Poz. | Kierowca              | Samochód                      | Suma pkt. |
| ---- | --------------------- | ----------------------------- | --------- |
| 1    | Andrzej Radecki       | Trabant 601                   | 36        |
| 2    | Andrzej Lubiak        | Trabant 601, Polski Fiat 126p | 31        |
| 3    | Wiesław Cygan         | Polski Fiat 126p              | 12        |
| 4    | Włodzimierz Pawluczuk | Trabant 601                   | 4         |

Grupa I klasa 9–13
| Poz. | Kierowca             | Samochód            | Suma pkt. |
| ---- | -------------------- | ------------------- | --------- |
| 1    | Andrzej Bielewicz    | BMW 2002 Tii        | 22        |
| 2    | Andrzej Niewiadomski | BMW 2002 Tii        | 16        |
| 3    | Andrzej Skrzypek     | BMW 2002 Ti         | 12        |
| 4    | Zbigniew Zapędowski  | Polski Fiat 125p    | 10        |
| 5    | Maciej Sowiński      | BMW 2002 Tii        | 9         |
| 5    | Krzysztof Czarnecki  |                     | 9         |
| 5    | Lelio Lattari        | Alfa Romeo 2000 GTV | 9         |
| 8    | Janusz Kiljańczyk    |                     | 6         |
| 8    | Wiesław Nicieja      | BMW 2002 Ti         | 6         |
| 10   | Henryk Ziemski       | BMW 2002 Ti         | 3         |

Grupa I klasa 8
| Poz. | Kierowca                 | Samochód              | Suma pkt. |
| ---- | ------------------------ | --------------------- | --------- |
| 1    | Jeremi Doria-Dernałowicz | Polski Fiat 125p 1500 | 25        |
| 2    | Marek Karczewski         | Polski Fiat 125p 1500 | 24        |
| 3    | Włodzimierz Groblewski   | Polski Fiat 125p 1500 | 22        |
| 4    | Włodzimierz Markowski    | Polski Fiat 125p 1500 | 13        |
| 5    | Jerzy Kobyliński         | Polski Fiat 125p 1500 | 9         |
| 6    | Tadeusz Maftyjewicz      | Polski Fiat 125p      | 3         |
| 6    | Wojciech Noworyta        | Polski Fiat 125p      | 3         |
| 8    | Ryszard Luciński         | BMW 1600              | 1         |

Grupa I klasa 7
| Poz. | Kierowca            | Samochód              | Suma pkt. |
| ---- | ------------------- | --------------------- | --------- |
| 1    | Jerzy Landsberg     | Renault 5 LS          | 31        |
| 2    | Ryszard Grychtoł    | Polski Fiat 125p 1300 | 21        |
| 3    | Czesław Zadygowicz  | Dacia 1300            | 13        |
| 4    | Krzysztof Różewski  | Polski Fiat 125p 1300 | 10        |
| 5    | Janusz Dąbrowski    | Fiat 128 Sport SL     | 9         |
| 6    | Jerzy Mentel        |                       | 6         |
| 7    | Roman Pulchny       |                       | 4         |
| 7    | Krzysztof Czarnecki | Polski Fiat 125p 1300 | 4         |
| 9    | Krzysztof Jurek     |                       | 3         |

Grupa I klasa 5–6
| Poz. | Kierowca            | Samochód                        | Suma pkt. |
| ---- | ------------------- | ------------------------------- | --------- |
| 1    | Zbigniew Bieniewski | Fiat 128 Sport                  | 31        |
| 2    | Adam Masłowiec      | Polski Fiat 127p, Zastava 1100p | 27        |
| 3    | Andrzej Świder      | Polski Fiat 127p                | 21        |
| 4    | Maciej Wisławski    | Fiat 128 Sport                  | 4         |
| 5    | Andrzej Wodziński   |                                 | 3         |

Grupa I klasa 1–2
| Poz. | Kierowca            | Samochód         | Suma pkt. |
| ---- | ------------------- | ---------------- | --------- |
| 1    | Witold Kołder       | Trabant 601      | 27        |
| 2    | Zbigniew Baranowski | Trabant 601      | 22        |
| 3    | Mieczysław Kleczek  | Trabant 601      | 18        |
| 4    | Jerzy Mazur         | Trabant 601      | 16        |
| 5    | Marek Ryndak        | Polski Fiat 126p | 11        |
| 6    | Andrzej Koper       | Polski Fiat 126p | 6         |
| 7    | Paweł Noakowski     | Trabant 601      | 4         |
| 8    | Kazimierz Kolinka   | Trabant 601      | 2         |
| 9    | Jarosław Frankowicz | Polski Fiat 126p | 1         |